# Panfilo da Magliano
Panfilo da Magliano, al secolo Giovanni Paolo Pietrobattista (Magliano de' Marsi, 22 aprile 1824 – Roma, 15 novembre 1876), è stato un religioso italiano.
Frate minore francescano italiano, emigrò negli Stati Uniti nel 1855 per aiutare a stabilirvi l'ordine. Fu responsabile per la creazione di varie istituzioni dell'ordine: fondò due istituti religiosi delle Suore del Terz'Ordine di San Francesco.

## Inizi

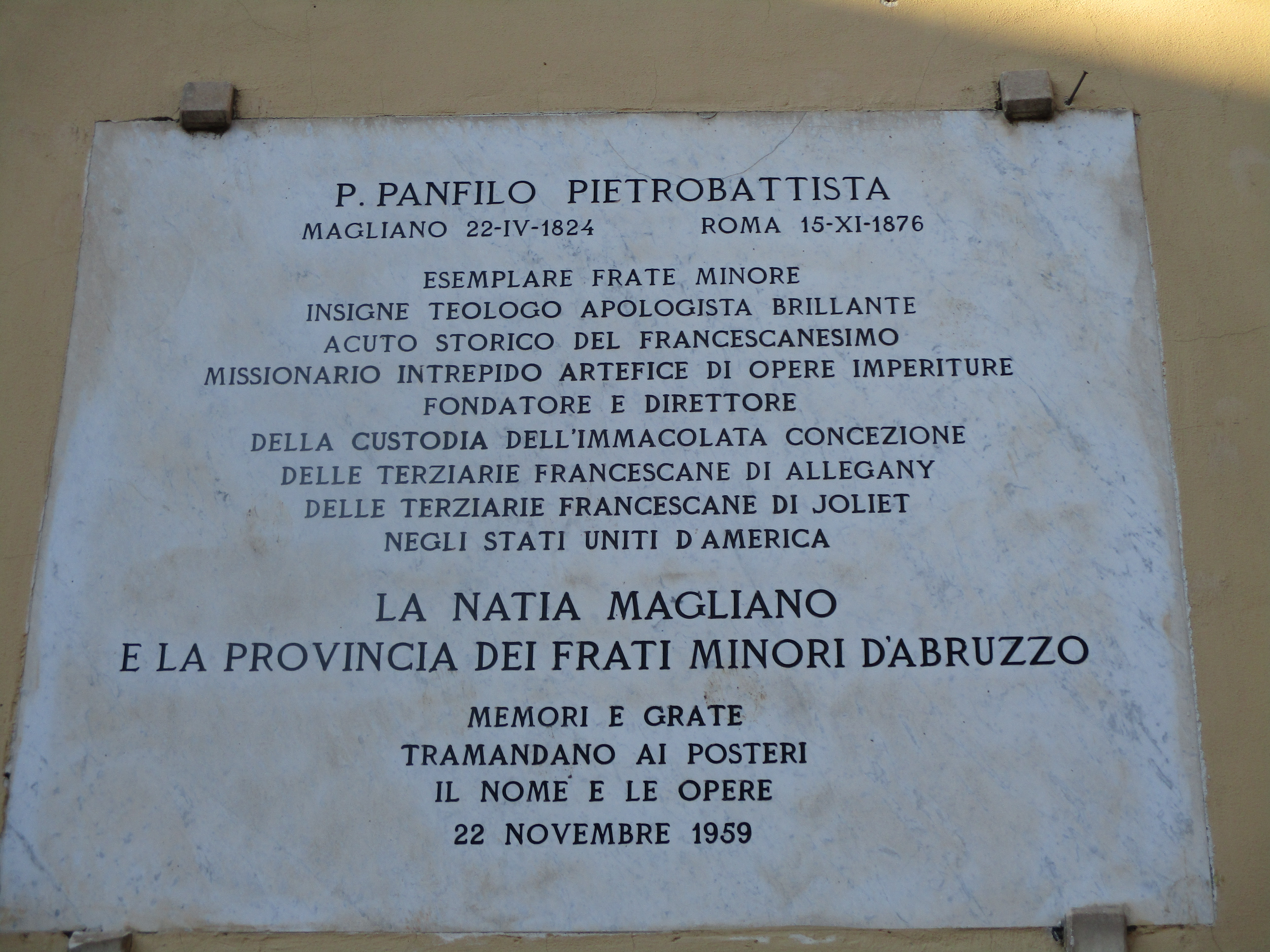
Targa commemorativa a Magliano de' Marsi

Giovanni Paolo Pietrobattista crebbe in una parrocchia condotta dai Frati Minori Francescani. Il 5 luglio 1839 divenne un Francescano e prese il nome di Panfilo. Fu ordinato sacerdote il 18 dicembre 1846 ad Urbino. Dal 1852 al 1855 insegnò Filosofia e Teologia nel Collegio di S. Isidoro degli Irlandesi a Roma, dove imparò e perfezionò il suo inglese.

## Trasferimento in America
John Timon, Arcivescovo di Buffalo, chiese aiuto a Roma per avere alcuni pastori da dedicare alle chiese degli immigrati europei che crescevano di numero nel suo territorio. Il Ministro Generale dell'Ordine dei Frati Minori Francescani inviò Panfilo con altri tre frati (Sisto da Gagliano, Samuele da Prezza e Salvatore da Manarola). Il 22 maggio 1855 essi ricevettero la benedizione personale da Papa Pio IX prima della partenza per New York dove arrivarono il 20 giugno 1855. 
I francescani giunsero quindi a Ellicottville e poi proseguirono per la Contea di Allegany, nello Stato di New York. Lì trovarono uno stato di abbandono e ripresero a servire messe in parrocchie rimaste senza sacerdoti. Padre Panfilo creò conventi, organizzò Accademie e fondò Congregazioni religiose: in dieci anni la contea si arricchì di sei conventi e 22 chiese missionarie, insieme con 5 parrocchie, un seminario, due Accademie e due congregazioni religiose (le suore francescane di Allegany).
Nel 1859, fu uno dei 14 frati che fondarono la St. Bonaventure University, di cui fu nominato primo Presidente.
Nel 1861, con il permesso della Santa Sede, grazie al suo impegno venne costituita canonicamente la Custodia dell'Immacolata Concezione, la prima entità francescana operante negli Stati Orientali d'America. Panfilo fu nominato Custode Francescano, il primo Superiore dell'Ordine negli Stati Uniti.
Nel 1866, sotto la sua guida, i Francescani assunsero l'amministrazione di due parrocchie a New York City: San Francesco d'Assisi e Sant'Antonio da Padova.

## Ritorno in Italia
Nel 1867, Panfilo fu richiamato in Italia a causa di informazioni non veritiere fornite da un frate al Ministro Generale dei Francescani. Dedicò il resto della sua vita alla pubblicazione di opere significative. Nel 1870 pubblicò “La Chiesa greca e la Processione eterna dello Spirito Santo dal Padre e dal Figliuolo”. Tradusse in italiano il libro del Cardinale Henry Edward Manning “The Temporal Mission of the Holy Ghost: or, Reason and revelation”. Nel 1874 e nel 1876 pubblicò i primi due volumi della Storia Compendiosa di San Francesco e dei Francescani.